# Marsdenia wariana
Marsdenia wariana är en oleanderväxtart som beskrevs av Rudolf Schlechter. Marsdenia wariana ingår i släktet Marsdenia och familjen oleanderväxter. Inga underarter finns listade i Catalogue of Life.